# Азовская (станица)
Азо́вская — станица в Северском районе Краснодарского края Российской Федерации. Центр Азовского сельского поселения. Население — 3,9 тыс. жителей (2002), пятое место по району.

## География
Расположена в горно-лесной зоне, на берегу речки Убин (Убин-Су), в 5 км южнее станицы Северской. Выше по течению расположена станица Убинская.

## История
Станица основана в 1864 году на месте выселенного черкесского аула. Заселена казаками упраздненного Азовского войска. Всего из станиц Азовского войска на новое место жительство переселилось: из посада Петровского — 26 семей, ст. Стародубовской — 10 семей, ст. Никольской — 44 семьи. Новые жители основанной станицы не долго думали, как назвать станицу — в память о родном бывшем Азовском казачьем войске.
В 1866 году в станице уже был построен молитвенный дом, а деревянная Георгиевская церковь была построена в 1878 году при пособии от Кубанского казачьего войска в 9500 р. и освящена 4 сентября «по чиноположению церковному».  Первым настоятелем был назначен священник Василий Веселов.

## Население
| 2002 | 2010  | 2021  |
| ---- | ----- | ----- |
| 3909 | ↗4266 | ↘4106 |

## Известные жители
- Курдюмов, Николай Иванович — агроном, популяризатор знания в сфере практического земледелия.[7] Автор книг по прикладному садоводству и виноградарству.